# Хаб (Эдинбург)
Хаб (англ. hub, одно из значений: центр) — штаб Эдинбургского международного фестиваля, с 1999 года расположенный в соборе XIX века на Королевской Миле, поблизости от Эдинбургского замка, в самом центре шотландской столицы. Хаб является также информационным центром других Эдинбургских фестивалей.

## История здания
Главной достопримечательностью здания, расположенного в центре шотландской столицы, является самая высокая в городе 73-метровая башня. Храм производит впечатление старинного, хотя строился он в середине XIX века. Объясняется это особенностями  местного песчаника, который хорошо впитывает смог. По одним сведениям, строительство  началось в 1839 году и завершилось через пять лет (в 1844), по другим — оно шло с 1842 до 1845 года.
Известны разные   названия этого здания:  церковь Сент-Джона на горе Толбус (англ. Highland Tolbooth St. John's Church), Толбус-кирк (гэльск. Tolbooth Kirk), Викториа-холл (англ. Victoria Hall). Храм возводился неподалёку от кафедрального собора Сент-Джайлса на эдинбургской Королевской Миле в качестве приходской церкви и места для собраний Генеральной ассамблеи Церкви Шотландии. Строительство велось по проекту архитекторов Огастеса Уэлби Пьюджина  и Джеймса Гиллеспи Грэма.
Здание в неоготическом стиле, увенчанное самым высоким шпилем, сразу стало важной зрительной доминантой в городе. Храм функционировал до 1979 года, когда был закрыт по причине объединения Церкви Шотландии с Соединённой свободной церковью Шотландии (англ. United Free Church of Scotland). Для окружающего прихода службы стали проходить в близлежащей церкви францисканцев, а для собраний иерархов город предоставил здание Генеральной ассамблеи церкви Шотландии на Маунде. Некоторое время храм Сент-Джона пустовал. Лишь в 1999 году, после проведения внутренней реконструкции, в нём разместился Хаб (англ. Hub) — штаб и информационный центр знаменитых Эдинбургских фестивалей.
Большой зал, который называют залом Виктории или залом Генеральной ассамблеи, иногда использовался для проведения парламентских заседаний до завершения в 2004 году  напротив Холирудского дворца строительства нового здания парламента Шотландии.
В настоящее время интерьер здания состоит из нескольких залов, крупнейший из них вмещает 420 человек. Есть также библиотека и кафе. Внутренние помещения сдаются в аренду для проведения приёмов, банкетов, свадебных церемоний.

## Дизайн интерьера
Разные художники, работавшие над обновлением интерьера здания, стремились к созданию  гармонии между прошлым и современным  искусством с их декоративными элементами. Красная дорожка, приглашающая ко входу, выполнена Каролиной Винсент (англ. Carole Vincent) в виде узорной полосы из разноцветных бетонных плиток. Движение по главной лестнице сопровождают выставленные на полках по стенам скульптуры Джилл Уотсон (англ. Jill Watson).  Более 200 гипсовых фигур представляют проходившие театральные фестивали с оперными и балетными музыкальными спектаклями. На полках верхнего яруса лестницы «Ступени к искусству» показаны фигуры аплодирующих зрителей. Окна Кристиана Шоу (англ. Christian Shaw) усиливают освещённость интерьера благодаря стеклянным осколкам и специальным линзам, вплавленным в жёлтое снаружи листовое стекло. Декоративные элементы пламенеющей готики активно использовал Жаки Понселе (англ. Jacqui Poncelet), чтобы нагляднее подчеркнуть связь современности и прошлого.

## Хаб и фестивали
|  |  |  |  |  |  |

Хаб открыт постоянно, в нём регулярно проводятся концерты и театральные постановки. Ежегодно здание посещают более 500 000 туристов и гостей города.
Самый бурный период работы Хаба приходится на летнее время, когда один за другим или даже одновременно открываются разные Эдинбургские фестивали. Сотни тысяч зрителей и участников из разных стран мира стекаются в Эдинбург, вдвое увеличивая городское население. Неслучайно столицу Шотландии называют мировой фестивальной столицей.
Директор Эдинбургского международного фестиваля Джонатан Миллс, отвечая на вопросы журналистов, объясняет секреты популярности ежегодных летних столичных праздников их многообразием, открытостью и незаформализованностью.